# تليح
تليح أو (تلأ ح) (بالصومالية: Taleex)‏، (بالإنجليزية: Taleh)‏ هي مدينة تاريخية في محافظة سول شمال الصومال. كانت بمثابة مقر دولة الدراويش قبل الاستقلال. يشار إلى المدينة أحيانًا باسم «عاصمة السيد» أو «عاصمة الملا» في إشارة إلى مؤسس دولة الدراويش، محمد بن عبد الله حسن.

## التاريخ

### حصون الدراويش

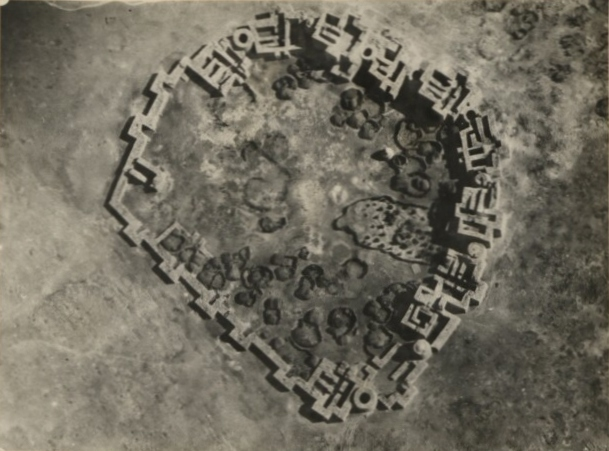
نظرة عامة على حصن حسن

تليح هي موطن لعدة حصون وهياكل تاريخية يعود تاريخها إلى القرن العشرين وما قبله. من بينها، خمس حصون أقامها محمد الدرويش مؤسس دولة الدراويش فيما يعرف حاليا بولاية صول (الصومال) وسناج. تم تشييد معظم الصروح في الفترة ما بين 1910 و 1915 في منطقة سناج، بما في ذلك جدي علي، مدهشو، شيمبير باريز وبادهان. تليح هو أكبر المباني. تم بناؤه حول مجموعة من مقابر الدرويش، والتي تعود ملكيتها إلى السلطان نور أحمد أمان وكارو سيد مجان، والدة زعيم درويش حسن. من 1910 إلى 1912، شيد الدرويش الحصن الرئيسي حول المقابر القديمة. لقد أمضوا العامين المقبلين في المناطق الجبلية في ساناغ في بناء ثلاثة حصون أصغر.

### 1919–1920
في 1919-1920، قصف البريطانيون حصون ساناغ، حيث كانت معظم الدرويش تعمل منذ عام 1913. وبعد أن دمروا المباني وطردوا رجال حسن إلى تلح في عام 1920، هاجموا أخيرًا البلدة، بمساعدة الفرسان ورؤساء العشائر الصومالية. قصفت القوات الجوية الملكية المستوطنة في 4 فبراير واستولوا عليها بعد أيام، بعد أن هزم البريطانيون الجيوب الأخيرة من المقاومة الدرويشية. من بين الضحايا قائد الدرويش في تلح إبراهيم بوكول وحاجي سودي وهو عضوًا قديمًا في حركة الدروايش، ووفقًا لدوغلاس غاردن (1923) وهنري راين (1921). تم القبض على يوسف زايل وهو أحد زعماءالدارويش، ونُفِّذ في وقت لاحق على يد درويش عبدي دير، الذي انشق عن المعارضة في عام 1919. تمكن حسن نفسه من الهرب إلى أوغادين، حيث تم هزيمة دراويشه لاحقًا في غارة عام 1921 بقيادة زعيم العشيرة حاجي ورابي.

### حصون تليح
على الرغم من أن مصطلح تليح يستخدم غالبًا لوصف مجمع حصن درويش بالكامل في المدينة، إلا أنه تحديد ينطبق على واحد فقط من المباني في مجمع مكون من أربعة أجزاء. ويشمل المجمع الأخير فلات، وسلسيلاد، ودار إيلالو، وتاله.
| « | يبلغ طول القلعة الرئيسية ، Silsilat ، حوالي 350 قدمًا وعرضها 300 قدم. المبنيان التاليان المهمان هما دار لالو ، برج المراقبة ، ارتفاعه حوالي 50 قدمًا ، وقد تم بناؤه على قمة تل بالقرب من سلسلات ، وتالح (بمعنى مقيد) بارتفاع مماثل ، تم بناؤه على أرض منخفضة إلى الشرق. | » |

## التركيبة السكانية
يبلغ عدد سكان منطقة تليح 45354 نسمة.

## مناخ
| البيانات المناخية لـTaleh         | البيانات المناخية لـTaleh | البيانات المناخية لـTaleh | البيانات المناخية لـTaleh | البيانات المناخية لـTaleh | البيانات المناخية لـTaleh | البيانات المناخية لـTaleh | البيانات المناخية لـTaleh | البيانات المناخية لـTaleh | البيانات المناخية لـTaleh | البيانات المناخية لـTaleh | البيانات المناخية لـTaleh | البيانات المناخية لـTaleh | البيانات المناخية لـTaleh |
| الشهر                             | يناير                     | فبراير                    | مارس                      | أبريل                     | مايو                      | يونيو                     | يوليو                     | أغسطس                     | سبتمبر                    | أكتوبر                    | نوفمبر                    | ديسمبر                    | المعدل السنوي             |
| --------------------------------- | ------------------------- | ------------------------- | ------------------------- | ------------------------- | ------------------------- | ------------------------- | ------------------------- | ------------------------- | ------------------------- | ------------------------- | ------------------------- | ------------------------- | ------------------------- |
| متوسط درجة الحرارة الكبرى °م (°ف) | 29.5 (85.1)               | 30.3 (86.5)               | 31.9 (89.4)               | 33.2 (91.8)               | 34.0 (93.2)               | 32.9 (91.2)               | 31.9 (89.4)               | 32.6 (90.7)               | 34.0 (93.2)               | 32.7 (90.9)               | 31.1 (88.0)               | 29.7 (85.5)               | 32.0 (89.6)               |
| متوسط درجة الحرارة الصغرى °م (°ف) | 14.0 (57.2)               | 15.1 (59.2)               | 16.2 (61.2)               | 19.1 (66.4)               | 20.8 (69.4)               | 21.4 (70.5)               | 21.4 (70.5)               | 21.1 (70.0)               | 21.0 (69.8)               | 18.6 (65.5)               | 15.6 (60.1)               | 14.9 (58.8)               | 18.3 (64.9)               |
| الهطول مم (إنش)                   | 1 (0.0)                   | 1 (0.0)                   | 3 (0.1)                   | 19 (0.7)                  | 39 (1.5)                  | 3 (0.1)                   | 1 (0.0)                   | 1 (0.0)                   | 10 (0.4)                  | 24 (0.9)                  | 7 (0.3)                   | 2 (0.1)                   | 111 (4.1)                 |
| المصدر: Climate-Data.org          |                           |                           |                           |                           |                           |                           |                           |                           |                           |                           |                           |                           |                           |

## التعليم
توجد في مدينة تليح عدد من المؤسسات الأكاديمية، ووفقا لوزارة التعليم في صوماليلاند التي خضعت لها المنطقة سابقا، فإن هناك ثماني مدارس ابتدائية في مقاطعة تليح.

## وسائل النقل
يتم تقديم النقل الجوي في تليح من خلال مطار تليح. تم تسمية المطار باسم السيد محمد عبد الله حسن، زعيم دولة الدراويش. يتم التخطيط للسفر الجوي إلى مطار تليح وتنظيمه من قبل المسؤولين في ولاية خاتومو. في 4 ديسمبر 2012، استضاف المطار رحلته الافتتاحية من العاصمة الوطنية مقديشو.

## سكان بارزون
- عبد الصمد علي شيرى – نائب رئيس بونتلاند السابق
- عبد الحكيم عبد الله حاجي عمر – نائب رئيس بونتلاند السابق
- سادو علي ورسامي – مغني وكاتب أغاني صومالي وسياسي سابق